# Emmanuel-Thomas de Savoie-Carignan
Emmanuel-Thomas de Savoie-Carignan, né le 8 décembre 1687, mort à Vienne le 28 décembre 1729, est comte de Soissons de 1702 à 1729. Il est le fils de Louis-Thomas de Savoie-Carignan, comte de Soissons, et d'Uranie de la Cropte.
En 1709, âgé de 22 ans, il tue d'un coup de pistolet le jeune Archinto, neveu du cardinal homonyme, parce qu'il avait insulté son oncle le prince Eugène.
Il épouse le 24 octobre 1713 Marie-Thérèse de Liechtenstein (1694-1772), duchesse de Troppau et a :
- Eugène-Jean-François (1714-1734), comte de Soissons et duc de Troppau.